# Dynamo Football Club
O Dynamo Football Club é um clube de futebol beninense com sede em Abomei. Sua última participação registrada na primeira divisão nacional foi na temporada 2010–11, em que terminou na 11ª posição, com uma campanha de 4 vitórias, sete empates e seis derrotas em 17 jogos (a liga foi abandonada antes do fim por conflitos entre alguns clubes - incluindo o Dynamo - e a Federação Beninense de Futebol).